# حارة قفاشة (صنعاء)
حارة قفاشة هي إحدى حارات حي سنع السفلى بضواحي الأمانة مديرية سنحان وبني بهلول، بلغ تعداد سكانها 299 نسمة حسب تعداد اليمن لعام 2004.